# CONCACAF Gold Cup 2025
De CONCACAF Gold Cup 2025 was de achttiende editie van de CONCACAF Gold Cup, het voetbalkampioenschap van Noord- en Centraal-Amerika en de Caraïben. Er deden zestien landen mee aan het toernooi. De wedstrijden werden gespeeld tussen 14 juni en 6 juli 2025. Mexico was de titelverdediger en wist deze te prolongeren door in de finale met 2–1 van de Verenigde Staten te winnen.

## Kwalificatie
Landen konden zich kwalificeren via de CONCACAF Nations League. In divisie A gingen de kwartfinalisten door naar het hoofdtoernooi en in divisie B de groepswinnaars. Daarnaast kwalificeerden 14 landen zich voor het kwalificatietoernooi. Het kwalificatietoernooi vindt plaats in maart 2025. De landen spelen allemaal twee keer tegen een ander land (uit- en thuiswedstrijd) en de winnaars gaan naar het hoofdtoernooi.
| Team                   | Kwalificatie                   | Datum kwalificatie | Aantal deelnames |
| ---------------------- | ------------------------------ | ------------------ | ---------------- |
| El Salvador            | Nations League groepswinnaar   | 17 november 2024   | 14e              |
| Haïti                  | Nations League groepswinnaar   | 15 november 2024   | 10e              |
| Curaçao                | Nations League groepswinnaar   | 18 november 2024   | 3e               |
| Dominicaanse Republiek | Nations League groepswinnaar   | 19 november 2024   | 1e (debuut)      |
| Verenigde Staten       | Nations League kwartfinalisten | 18 november 2024   | 18e              |
| Panama                 | Nations League kwartfinalisten | 18 november 2024   | 12e              |
| Canada                 | Nations League kwartfinalisten | 19 november 2024   | 17e              |
| Mexico                 | Nations League kwartfinalisten | 19 november 2024   | 18e              |
| Saoedi-Arabië          | Uitgenodigd team               | 19 december 2024   | 1e               |
| Trinidad en Tobago     | Kwalificatietoernooi           | 25 maart 2025      | 13e              |
| Suriname               | Kwalificatietoernooi           | 25 maart 2025      | 2e               |
| Jamaica                | Kwalificatietoernooi           | 25 maart 2025      | 14e              |
| Guadeloupe             | Kwalificatietoernooi           | 25 maart 2025      | 6e               |
| Guatemala              | Kwalificatietoernooi           | 25 maart 2025      | 13e              |
| Costa Rica             | Kwalificatietoernooi           | 25 maart 2025      | 17e              |
| Honduras               | Kwalificatietoernooi           | 25 maart 2025      | 17e              |

## Stadions
Op 25 september 2024 werd door de CONCACAF bekendgemaakt dat er in 14 stadions gespeeld gaat worden. Daarvan zijn er 13 in de Verenigde Staten en een in Canada, namelijk in Vancouver. De meeste stadions liggen in het westen van het land. Daarvoor is gekozen om niet in conflict te komen met een andere toernooi dat op hetzelfde moment wordt gespeeld, maar dan in het oosten van de Verenigde Staten, het wereldkampioenschap voetbal voor clubs. De finale werd gespeeld in het NRG Stadium in Houston.
| Arlington (Texas) | Austin (Texas) | Houston (Texas) | Houston (Texas)                         | San Diego (Californië)                        |
| --- | --- | --- | --------------------------------------- | --------------------------------------------- |
| AT&T Stadium Capaciteit: 80.000                                                                                                 | Q2 Stadium Capaciteit: 20.730                                                                                                   | NRG Stadium Capaciteit: 72.220                                                                                                  | Shell Energy Stadium Capaciteit: 22.039 | Snapdragon Stadium Capaciteit: 35.000         |
| | | |                                         |                                               |
| Inglewood (Californië) | Santa Clara (Californië) | Minneapolis (Minnesota) | Glendale (Arizona)                      | Carson (Californië)                           |
| SoFi Stadium Capaciteit: 70.240                                                                                                 | Levi's Stadium Capaciteit: 68.500                                                                                               | U.S. Bank Stadium Capaciteit: 66.860                                                                                            | State Farm Stadium Capaciteit: 63.400   | Dignity Health Sports Park Capaciteit: 30.510 |
| | | |                                         |                                               |
| · Houston Arlington Austin Inglewood Santa Clara Minneapolis Glendale Las Vegas Vancouver San Diego Carson Saint Louis San Jose | · Houston Arlington Austin Inglewood Santa Clara Minneapolis Glendale Las Vegas Vancouver San Diego Carson Saint Louis San Jose | · Houston Arlington Austin Inglewood Santa Clara Minneapolis Glendale Las Vegas Vancouver San Diego Carson Saint Louis San Jose | Las Vegas (Nevada)                      | Saint Louis (Missouri)                        |
| · Houston Arlington Austin Inglewood Santa Clara Minneapolis Glendale Las Vegas Vancouver San Diego Carson Saint Louis San Jose | · Houston Arlington Austin Inglewood Santa Clara Minneapolis Glendale Las Vegas Vancouver San Diego Carson Saint Louis San Jose | · Houston Arlington Austin Inglewood Santa Clara Minneapolis Glendale Las Vegas Vancouver San Diego Carson Saint Louis San Jose | Allegiant Stadium Capaciteit: 61.000    | Energizer Park Capaciteit: 22.500             |
| · Houston Arlington Austin Inglewood Santa Clara Minneapolis Glendale Las Vegas Vancouver San Diego Carson Saint Louis San Jose | · Houston Arlington Austin Inglewood Santa Clara Minneapolis Glendale Las Vegas Vancouver San Diego Carson Saint Louis San Jose | · Houston Arlington Austin Inglewood Santa Clara Minneapolis Glendale Las Vegas Vancouver San Diego Carson Saint Louis San Jose |                                         |                                               |
| · Houston Arlington Austin Inglewood Santa Clara Minneapolis Glendale Las Vegas Vancouver San Diego Carson Saint Louis San Jose | · Houston Arlington Austin Inglewood Santa Clara Minneapolis Glendale Las Vegas Vancouver San Diego Carson Saint Louis San Jose | · Houston Arlington Austin Inglewood Santa Clara Minneapolis Glendale Las Vegas Vancouver San Diego Carson Saint Louis San Jose | Vancouver (Canada)                      | San Jose (Californië)                         |
| · Houston Arlington Austin Inglewood Santa Clara Minneapolis Glendale Las Vegas Vancouver San Diego Carson Saint Louis San Jose | · Houston Arlington Austin Inglewood Santa Clara Minneapolis Glendale Las Vegas Vancouver San Diego Carson Saint Louis San Jose | · Houston Arlington Austin Inglewood Santa Clara Minneapolis Glendale Las Vegas Vancouver San Diego Carson Saint Louis San Jose | BC Place Stadium Capaciteit: 54.500     | PayPal Park Capaciteit: 18.000                |
| · Houston Arlington Austin Inglewood Santa Clara Minneapolis Glendale Las Vegas Vancouver San Diego Carson Saint Louis San Jose | · Houston Arlington Austin Inglewood Santa Clara Minneapolis Glendale Las Vegas Vancouver San Diego Carson Saint Louis San Jose | · Houston Arlington Austin Inglewood Santa Clara Minneapolis Glendale Las Vegas Vancouver San Diego Carson Saint Louis San Jose |                                         |                                               |

## Loting
De loting werd gehouden op 10 april 2025. De landen werden verdeeld over vier potten. Bij de indeling werd rekening gehouden met de ranking. Mexico, de titelhouder, werd in Pot 1 gezet en komt in poule A. Het uitgenodigde land, Saoedi-Arabië, komt in Pot 4.
| Pot 1                                      | Pot 2                             | Pot 3                                             | Pot 4                                      |
| ------------------------------------------ | --------------------------------- | ------------------------------------------------- | ------------------------------------------ |
| Mexico (A1) Canada Panama Verenigde Staten | Costa Rica Jamaica Honduras Haïti | Guatemala Trinidad en Tobago El Salvador Suriname | Guadeloupe Curaçao Dom. Rep. Saoedi-Arabië |

## Groepsfase

### Groep A
| Pos | Team                   | Wed | W | G | V | Ptn | DV | DT | +/− | Kwalificatie  |
| --- | ---------------------- | --- | - | - | - | --- | -- | -- | --- | ------------- |
| 1   | Mexico                 | 3   | 2 | 1 | 0 | 7   | 5  | 2  | +3  | knock-outfase |
| 2   | Costa Rica             | 3   | 2 | 1 | 0 | 7   | 6  | 4  | +2  | knock-outfase |
| 3   | Dominicaanse Republiek | 3   | 0 | 1 | 2 | 1   | 3  | 5  | −2  |               |
| 4   | Suriname               | 3   | 0 | 1 | 2 | 1   | 3  | 6  | −3  |               |

|                            |                                        |         |                         |                                                                                  |
| 14 juni 2025 19:15 (UTC−7) | Mexico                                 | 3 – 2   | Dominicaanse Republiek  | SoFi Stadium, Inglewood Toeschouwers: 54.309 Scheidsrechter: Oshane Nation (JAM) |
| 14 juni 2025 19:15 (UTC−7) | Ed. Álvarez 44' Jiménez 47' Montes 53' | Verslag | 51' González 67' Azcona | SoFi Stadium, Inglewood Toeschouwers: 54.309 Scheidsrechter: Oshane Nation (JAM) |

|                            |                                                           |         |                                        |                                                                                       |
| 15 juni 2025 20:00 (UTC−7) | Costa Rica                                                | 4 – 3   | Suriname                               | Snapdragon Stadium, San Diego Toeschouwers: 7.736 Scheidsrechter: Joe Dickerson (USA) |
| 15 juni 2025 20:00 (UTC−7) | Martínez 14' Ugalde 19' (pen.), 90+13' (pen.) Alcócer 76' | Verslag | 34' Kerk 59' Margaret 64' (pen.) Pinas | Snapdragon Stadium, San Diego Toeschouwers: 7.736 Scheidsrechter: Joe Dickerson (USA) |

|                            |                               |         |                        |                                                                                  |
| 18 juni 2025 18:00 (UTC−5) | Costa Rica                    | 2 – 1   | Dominicaanse Republiek | AT&T Stadium, Arlington Toeschouwers: 34.015 Scheidsrechter: Lukasz Szpala (USA) |
| 18 juni 2025 18:00 (UTC−5) | Ugalde 44' (pen.) Alcócer 85' | Verslag | 16' Urbáez             | AT&T Stadium, Arlington Toeschouwers: 34.015 Scheidsrechter: Lukasz Szpala (USA) |

|                            |          |         |                 |                                                                                 |
| 18 juni 2025 21:00 (UTC−5) | Suriname | 0 – 2   | Mexico          | AT&T Stadium, Arlington Toeschouwers: 34.015 Scheidsrechter: Selvin Brown (HON) |
| 18 juni 2025 21:00 (UTC−5) |          | Verslag | 57', 63' Montes | AT&T Stadium, Arlington Toeschouwers: 34.015 Scheidsrechter: Selvin Brown (HON) |

|                            |         |       |            |                                                                                      |
| 22 juni 2025 19:00 (UTC−7) | Mexico  | 0 – 0 | Costa Rica | Allegiant Stadium, Paradise Toeschouwers: 35.000 Scheidsrechter: Mario Escobar (GUA) |
| 22 juni 2025 19:00 (UTC−7) | Verslag |       |            | Allegiant Stadium, Paradise Toeschouwers: 35.000 Scheidsrechter: Mario Escobar (GUA) |

|                            |                        |         |          |                                                                                   |
| 22 juni 2025 21:00 (UTC−5) | Dominicaanse Republiek | 0 – 0   | Suriname | AT&T Stadium, Arlington Toeschouwers: 20.918 Scheidsrechter: Ismael Cornejo (SLV) |
| 22 juni 2025 21:00 (UTC−5) | Pujol 30'              | Verslag |          | AT&T Stadium, Arlington Toeschouwers: 20.918 Scheidsrechter: Ismael Cornejo (SLV) |

### Groep B
| Pos | Team        | Wed | W | G | V | Ptn | DV | DT | +/− | Kwalificatie  |
| --- | ----------- | --- | - | - | - | --- | -- | -- | --- | ------------- |
| 1   | Canada (G)  | 3   | 2 | 1 | 0 | 7   | 9  | 1  | +8  | knock-outfase |
| 2   | Honduras    | 3   | 2 | 0 | 1 | 6   | 4  | 7  | −3  | knock-outfase |
| 3   | Curaçao     | 3   | 0 | 2 | 1 | 2   | 2  | 3  | −1  |               |
| 4   | El Salvador | 3   | 0 | 1 | 2 | 1   | 0  | 4  | −4  |               |

|                            |         |       |             |                                                                               |
| 17 juni 2025 17:15 (UTC−7) | Curaçao | 0 – 0 | El Salvador | PayPal Park, San Jose Toeschouwers: 13.042 Scheidsrechter: Katia García (MEX) |
| 17 juni 2025 17:15 (UTC−7) | Verslag |       |             | PayPal Park, San Jose Toeschouwers: 13.042 Scheidsrechter: Katia García (MEX) |

|                            |                                                                     |         |          |                                                                              |
| 17 juni 2025 19:30 (UTC−7) | Canada                                                              | 6 – 0   | Honduras | BC Place, Vancouver Toeschouwers: 24.286 Scheidsrechter: Mario Escobar (GUA) |
| 17 juni 2025 19:30 (UTC−7) | Sigur 27' Oluwaseyi 45+2' Buchanan 48', 65' P. David 75' Saliba 90' | Verslag |          | BC Place, Vancouver Toeschouwers: 24.286 Scheidsrechter: Mario Escobar (GUA) |

|                            |                 |         |           |                                                                                        |
| 21 juni 2025 18:00 (UTC−5) | Curaçao         | 1 – 1   | Canada    | Shell Energy Stadium, Houston Toeschouwers: 20.536 Scheidsrechter: Juan Calderón (CRC) |
| 21 juni 2025 18:00 (UTC−5) | Antonisse 90+4' | Verslag | 9' Saliba | Shell Energy Stadium, Houston Toeschouwers: 20.536 Scheidsrechter: Juan Calderón (CRC) |

|                            |                          |         |             |                                                                                       |
| 21 juni 2025 21:00 (UTC−5) | Honduras                 | 2 – 0   | El Salvador | Shell Energy Stadium, Houston Toeschouwers: 20.536 Scheidsrechter: Walter López (GUA) |
| 21 juni 2025 21:00 (UTC−5) | Quioto 33' Ramírez 90+5' | Verslag |             | Shell Energy Stadium, Houston Toeschouwers: 20.536 Scheidsrechter: Walter López (GUA) |

|                            |                         |         |                     |                                                                                |
| 24 juni 2025 19:00 (UTC−7) | Honduras                | 2 – 1   | Curaçao             | PayPal Park, San Jose Toeschouwers: 10.935 Scheidsrechter: Oshane Nation (JAM) |
| 24 juni 2025 19:00 (UTC−7) | Álvarez 32' Palma 90+1' | Verslag | 42' (e.d.) Menjívar | PayPal Park, San Jose Toeschouwers: 10.935 Scheidsrechter: Oshane Nation (JAM) |

|                            |                           |         |                                |                                                                                        |
| 24 juni 2025 21:00 (UTC−5) | Canada                    | 2 – 0   | El Salvador                    | Shell Energy Stadium, Houston Toeschouwers: 19.417 Scheidsrechter: Joe Dickerson (USA) |
| 24 juni 2025 21:00 (UTC−5) | J. David 53' Buchanan 56' | Verslag | 16', 35' Ortiz 45+9' Henríquez | Shell Energy Stadium, Houston Toeschouwers: 19.417 Scheidsrechter: Joe Dickerson (USA) |

### Groep C
| Pos | Team       | Wed | W | G | V | Ptn | DV | DT | +/− | Kwalificatie  |
| --- | ---------- | --- | - | - | - | --- | -- | -- | --- | ------------- |
| 1   | Panama     | 3   | 3 | 0 | 0 | 9   | 10 | 3  | +7  | knock-outfase |
| 2   | Guatemala  | 3   | 2 | 0 | 1 | 6   | 4  | 3  | +1  | knock-outfase |
| 3   | Jamaica    | 3   | 1 | 0 | 2 | 3   | 3  | 6  | −3  |               |
| 4   | Guadeloupe | 3   | 0 | 0 | 3 | 0   | 5  | 10 | −5  |               |

|                            |                                                                  |         |                               |                                                                                              |
| 16 juni 2025 16:00 (UTC−7) | Panama                                                           | 5 – 2   | Guadeloupe                    | Dignity Health Sports Park, Carson Toeschouwers: 18.262 Scheidsrechter: Keylor Herrera (CRC) |
| 16 juni 2025 16:00 (UTC−7) | Martínez 6' Díaz 13', 17' Guerrero 22' (pen.) T. Rodríguez 90+2' | Verslag | 29' Leborgne 71' (pen.) David | Dignity Health Sports Park, Carson Toeschouwers: 18.262 Scheidsrechter: Keylor Herrera (CRC) |

|                            |         |         |            |                                                                                             |
| 16 juni 2025 19:00 (UTC−7) | Jamaica | 0 – 1   | Guatemala  | Dignity Health Sports Park, Carson Toeschouwers: 18.262 Scheidsrechter: Juan Calderón (CRC) |
| 16 juni 2025 19:00 (UTC−7) |         | Verslag | 32' Santis | Dignity Health Sports Park, Carson Toeschouwers: 18.262 Scheidsrechter: Juan Calderón (CRC) |

|                            |                          |         |             |                                                                                 |
| 20 juni 2025 16:45 (UTC−7) | Jamaica                  | 2 – 1   | Guadeloupe  | PayPal Park, San Jose Toeschouwers: 2.405 Scheidsrechter: Kwinsi Williams (TRI) |
| 20 juni 2025 16:45 (UTC−7) | Bailey 41' Russell 45+4' | Verslag | 32' Ambrose | PayPal Park, San Jose Toeschouwers: 2.405 Scheidsrechter: Kwinsi Williams (TRI) |

|                            |           |         |                  |                                                                               |
| 20 juni 2025 21:00 (UTC−5) | Guatemala | 0 – 1   | Panama           | Q2 Stadium, Austin Toeschouwers: 20.408 Scheidsrechter: Adonai Escobedo (MEX) |
| 20 juni 2025 21:00 (UTC−5) |           | Verslag | 19' T. Rodríguez | Q2 Stadium, Austin Toeschouwers: 20.408 Scheidsrechter: Adonai Escobedo (MEX) |

|                            |                                           |         |          |                                                                           |
| 24 juni 2025 18:00 (UTC−5) | Panama                                    | 4 – 1   | Jamaica  | Q2 Stadium, Austin Toeschouwers: 3.283 Scheidsrechter: Selvin Brown (HON) |
| 24 juni 2025 18:00 (UTC−5) | Díaz 4', 17', 45' (pen.) T. Rodríguez 89' | Verslag | 27' Bell | Q2 Stadium, Austin Toeschouwers: 3.283 Scheidsrechter: Selvin Brown (HON) |

|                            |                                |         |                                        |                                                                                      |
| 24 juni 2025 18:00 (UTC−5) | Guadeloupe                     | 2 – 3   | Guatemala                              | Shell Energy Stadium, Houston Toeschouwers: 19.417 Scheidsrechter: Marco Ortíz (MEX) |
| 24 juni 2025 18:00 (UTC−5) | Plumain 50' (pen.) Phaëton 78' | Verslag | 13' (pen.) Pinto 29' Escobar 70' Rubin | Shell Energy Stadium, Houston Toeschouwers: 19.417 Scheidsrechter: Marco Ortíz (MEX) |

### Groep D
| Pos | Team                 | Wed | W | G | V | Ptn | DV | DT | +/− | Kwalificatie  |
| --- | -------------------- | --- | - | - | - | --- | -- | -- | --- | ------------- |
| 1   | Verenigde Staten (G) | 3   | 3 | 0 | 0 | 9   | 8  | 1  | +7  | knock-outfase |
| 2   | Saoedi-Arabië        | 3   | 1 | 1 | 1 | 4   | 2  | 2  | 0   | knock-outfase |
| 3   | Trinidad en Tobago   | 3   | 0 | 2 | 1 | 2   | 2  | 7  | −5  |               |
| 4   | Haïti                | 3   | 0 | 1 | 2 | 1   | 2  | 4  | −2  |               |

|                            |                                                          |         |                    |                                                                                  |
| 15 juni 2025 15:00 (UTC−7) | Verenigde Staten                                         | 5 – 0   | Trinidad en Tobago | PayPal Park, San Jose Toeschouwers: 12.610 Scheidsrechter: Adonai Escobedo (MEX) |
| 15 juni 2025 15:00 (UTC−7) | Tillman 16', 41' Agyemang 44' B. Aaronson 82' Wright 84' | Verslag |                    | PayPal Park, San Jose Toeschouwers: 12.610 Scheidsrechter: Adonai Escobedo (MEX) |

|                            |       |         |                      |                                                                                                  |
| 15 juni 2025 17:15 (UTC−7) | Haïti | 0 – 1   | Saoedi-Arabië        | Snapdragon Stadium, San Diego Toeschouwers: 7.736 Scheidsrechter: Walter López Castellanos (GUA) |
| 15 juni 2025 17:15 (UTC−7) |       | Verslag | 21' (pen.) Al-Shehri | Snapdragon Stadium, San Diego Toeschouwers: 7.736 Scheidsrechter: Walter López Castellanos (GUA) |

|                            |                    |         |                         |                                                                                        |
| 19 juni 2025 17:45 (UTC−5) | Trinidad en Tobago | 1 – 1   | Haïti                   | Shell Energy Stadium, Houston Toeschouwers: 2.409 Scheidsrechter: Ismael Cornejo (SLV) |
| 19 juni 2025 17:45 (UTC−5) | J. Garcia 68'      | Verslag | 39' Duverne 49' Pierrot | Shell Energy Stadium, Houston Toeschouwers: 2.409 Scheidsrechter: Ismael Cornejo (SLV) |

|                            |               |         |                  |                                                                           |
| 19 juni 2025 20:15 (UTC−5) | Saoedi-Arabië | 0 – 1   | Verenigde Staten | Q2 Stadium, Austin Toeschouwers: 11.727 Scheidsrechter: Marco Ortíz (MEX) |
| 19 juni 2025 20:15 (UTC−5) |               | Verslag | 63' Richards     | Q2 Stadium, Austin Toeschouwers: 11.727 Scheidsrechter: Marco Ortíz (MEX) |

|                            |                 |         |                    |                                                                                       |
| 22 juni 2025 16:00 (UTC−7) | Saoedi-Arabië   | 1 – 1   | Trinidad en Tobago | Allegiant Stadium, Paradise Toeschouwers: 35.000 Scheidsrechter: Keylor Herrera (CRC) |
| 22 juni 2025 16:00 (UTC−7) | Al-Buraikan 60' | Verslag | 10' Sealy          | Allegiant Stadium, Paradise Toeschouwers: 35.000 Scheidsrechter: Keylor Herrera (CRC) |

|                            |                          |         |              |                                                                                 |
| 22 juni 2025 18:00 (UTC−5) | Verenigde Staten         | 2 – 1   | Haïti        | AT&T Stadium, Arlington Toeschouwers: 20.918 Scheidsrechter: Katia García (MEX) |
| 22 juni 2025 18:00 (UTC−5) | Tillman 10' Agyemang 78' | Verslag | 19' Louicius | AT&T Stadium, Arlington Toeschouwers: 20.918 Scheidsrechter: Katia García (MEX) |

## Knock-outfase
|  | kwartfinale               | kwartfinale          |                    |       | halve finale | halve finale |  |  | finale | finale |
|  |                           |                      |                    |       |              |              |  |  |        |        |
|  | 29 juni – Minneapolis     |                      |                    |       |              |              |  |  |        |        |
|  |                           |                      |                    |       |              |              |  |  |        |        |
|  | Verenigde Staten (w.n.s.) | 2 (4)                |                    |       |              |              |  |  |        |        |
|  | Verenigde Staten (w.n.s.) | 2 (4)                | 2 juli – St. Louis |       |              |              |  |  |        |        |
|  | Costa Rica                | 2 (3)                |                    |       |              |              |  |  |        |        |
|  | Costa Rica                | 2 (3)                | Verenigde Staten   | 2     |              |              |  |  |        |        |
|  | 29 juni – Minneapolis     |                      | Verenigde Staten   | 2     |              |              |  |  |        |        |
|  |                           | Guatemala            | 1                  |       |              |              |  |  |        |        |
|  | Canada                    | Guatemala            | 1                  | 1 (5) |              |              |  |  |        |        |
|  | Canada                    |                      | 6 juli – Houston   | 1 (5) |              |              |  |  |        |        |
|  | Guatemala (w.n.s.)        | 1 (6)                |                    |       |              |              |  |  |        |        |
|  | Guatemala (w.n.s.)        | 1 (6)                | Verenigde Staten   | 1     |              |              |  |  |        |        |
|  | 28 juni – Glendale        |                      | Verenigde Staten   | 1     |              |              |  |  |        |        |
|  |                           | Mexico               | 2                  |       |              |              |  |  |        |        |
|  | Mexico                    | Mexico               | 2                  | 2     |              |              |  |  |        |        |
|  | Mexico                    | 2 juli – Santa Clara |                    | 2     |              |              |  |  |        |        |
|  | Saoedi-Arabië             | 0                    |                    |       |              |              |  |  |        |        |
|  | Saoedi-Arabië             | 0                    | Mexico             | 1     |              |              |  |  |        |        |
|  | 28 juni – Glendale        |                      | Mexico             | 1     |              |              |  |  |        |        |
|  |                           | Honduras             | 0                  |       |              |              |  |  |        |        |
|  | Panama                    | Honduras             | 0                  | 1 (4) |              |              |  |  |        |        |
|  | Panama                    |                      |                    | 1 (4) |              |              |  |  |        |        |
|  | Honduras (w.n.s.)         | 1 (5)                |                    |       |              |              |  |  |        |        |
|  | Honduras (w.n.s.)         | 1 (5)                |                    |       |              |              |  |  |        |        |

### Kwartfinale
|                            |                                          |         |                                               |                                                                                      |
| 28 juni 2025 16:15 (UTC−7) | Panama                                   | 1 – 1   | Honduras                                      | State Farm Stadium, Glendale Toeschouwers: 45.255 Scheidsrechter: Katia García (MEX) |
| 28 juni 2025 16:15 (UTC−7) | Díaz 45+1' (pen.)                        | Verslag | 82' Lozano                                    | State Farm Stadium, Glendale Toeschouwers: 45.255 Scheidsrechter: Katia García (MEX) |
| 28 juni 2025 16:15 (UTC−7) | Strafschoppen                            |         |                                               | State Farm Stadium, Glendale Toeschouwers: 45.255 Scheidsrechter: Katia García (MEX) |
| 28 juni 2025 16:15 (UTC−7) | Escobar Díaz Godoy Harvey Davis Guerrero | 4 – 5   | Palma Arriaga Rosales Maldonado Lozano Pineda | State Farm Stadium, Glendale Toeschouwers: 45.255 Scheidsrechter: Katia García (MEX) |

|                            |                          |         |               |                                                                                       |
| 28 juni 2025 19:15 (UTC−7) | Mexico                   | 2 – 0   | Saoedi-Arabië | State Farm Stadium, Glendale Toeschouwers: 45.255 Scheidsrechter: Lukasz Szpala (USA) |
| 28 juni 2025 19:15 (UTC−7) | Vega 49' Madu 81' (e.d.) | Verslag |               | State Farm Stadium, Glendale Toeschouwers: 45.255 Scheidsrechter: Lukasz Szpala (USA) |

|                            |                                                                   |         |                                                |                                                                                          |
| 29 juni 2025 15:00 (UTC−5) | Canada                                                            | 1 – 1   | Guatemala                                      | U.S. Bank Stadium, Minneapolis Toeschouwers: 32.289 Scheidsrechter: Keylor Herrera (CRC) |
| 29 juni 2025 15:00 (UTC−5) | J. David 30' (pen.) Shaffelburg 40', 45+4'                        | Verslag | 69' Rubin                                      | U.S. Bank Stadium, Minneapolis Toeschouwers: 32.289 Scheidsrechter: Keylor Herrera (CRC) |
| 29 juni 2025 15:00 (UTC−5) | Strafschoppen                                                     |         |                                                | U.S. Bank Stadium, Minneapolis Toeschouwers: 32.289 Scheidsrechter: Keylor Herrera (CRC) |
| 29 juni 2025 15:00 (UTC−5) | P. David Jebbison Cornelius Choinière Larin Saliba De Fougerolles | 5 – 6   | Santis Samayoa Herrera Lom Pinto Altán Morales | U.S. Bank Stadium, Minneapolis Toeschouwers: 32.289 Scheidsrechter: Keylor Herrera (CRC) |

|                            |                                              |         |                                                      |                                                                                        |
| 29 juni 2025 18:00 (UTC−5) | Verenigde Staten                             | 2 – 2   | Costa Rica                                           | U.S. Bank Stadium, Minneapolis Toeschouwers: 32.289 Scheidsrechter: Walter López (GUA) |
| 29 juni 2025 18:00 (UTC−5) | Luna 43' Arfsten 47'                         | Verslag | 12' (pen.) Calvo 71' Martínez                        | U.S. Bank Stadium, Minneapolis Toeschouwers: 32.289 Scheidsrechter: Walter López (GUA) |
| 29 juni 2025 18:00 (UTC−5) | Strafschoppen                                |         |                                                      | U.S. Bank Stadium, Minneapolis Toeschouwers: 32.289 Scheidsrechter: Walter López (GUA) |
| 29 juni 2025 18:00 (UTC−5) | Adams Tillman Berhalter Freeman Tolkin Downs | 4 – 3   | Martínez J. Vargas Van der Putten Brenes Calvo Rojas | U.S. Bank Stadium, Minneapolis Toeschouwers: 32.289 Scheidsrechter: Walter López (GUA) |

### Halve finale
|                           |                  |         |             |                                                                                      |
| 2 juli 2025 18:00 (UTC−5) | Verenigde Staten | 2 – 1   | Guatemala   | Energizer Park, Saint Louis Toeschouwers: 22.423 Scheidsrechter: Oshane Nation (JAM) |
| 2 juli 2025 18:00 (UTC−5) | Luna 4', 15'     | Verslag | 80' Escobar | Energizer Park, Saint Louis Toeschouwers: 22.423 Scheidsrechter: Oshane Nation (JAM) |

|                           |             |         |          |                                                                                      |
| 2 juli 2025 19:00 (UTC−7) | Mexico      | 1 – 0   | Honduras | Levi's Stadium, Santa Clara Toeschouwers: 70.975 Scheidsrechter: Juan Calderón (CRC) |
| 2 juli 2025 19:00 (UTC−7) | Jiménez 50' | Verslag |          | Levi's Stadium, Santa Clara Toeschouwers: 70.975 Scheidsrechter: Juan Calderón (CRC) |

### Finale
|                           |                  |         |                             |                                                                               |
| 6 juli 2025 18:00 (UTC−5) | Verenigde Staten | 1 – 2   | Mexico                      | NRG Stadium, Houston Toeschouwers: 70.925 Scheidsrechter: Mario Escobar (GUA) |
| 6 juli 2025 18:00 (UTC−5) | Richards 4'      | Verslag | 27' Jiménez 77' Ed. Álvarez | NRG Stadium, Houston Toeschouwers: 70.925 Scheidsrechter: Mario Escobar (GUA) |

## Doelpuntenmakers
6 doelpunten
- Ismael Díaz

3 doelpunten
- Tajon Buchanan
- Manfred Ugalde
- Raúl Jiménez
- César Montes
- Tomás Rodríguez
- Diego Luna
- Malik Tillman

2 doelpunten
- Jonathan David
- Nathan Saliba
- Josimar Alcócer
- Alonso Martínez
- Olger Escobar
- Rubio Rubin
- Edson Álvarez
- Patrick Agyemang
- Chris Richards

1 doelpunt
- Promise David
- Tani Oluwaseyi
- Niko Sigur
- Francisco Calvo
- Jeremy Antonisse
- Edison Azcona
- Peter González
- Joao Urbáez
- Thierry Ambrose
- Florian David
- Jordan Leborgne
- Matthias Phaëton
- Ange-Freddy Plumain
- José Carlos Pinto
- Óscar Santis
- Louicius Don Deedson
- Frantzdy Pierrot
- Jorge Álvarez
- Anthony Lozano
- Luis Palma
- Romell Quioto
- Dixon Ramírez
- Leon Bailey
- Amari'i Bell
- Jon Russell
- Alexis Vega
- Eduardo Guerrero
- Cristian Martínez
- Firas Al-Buraikan
- Saleh Al-Shehri
- Gyrano Kerk
- Richonell Margaret
- Shaquille Pinas
- Justin Garcia
- Dante Sealy
- Brenden Aaronson
- Maximilian Arfsten
- Haji Wright

1 eigen doelpunt
- Edrick Menjívar (tegen Curaçao)
- Abdullah Madu (tegen Mexico)